# 赵元任

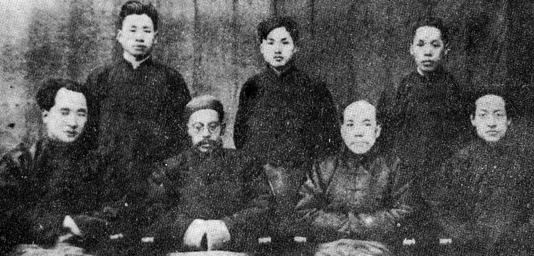
清華國學研究院講師1925年合照，前排左起李濟、王國維、梁啟超、趙元任

趙元任（1892年11月3日—1982年2月24日），字宜仲，江蘇陽湖人，生於天津，中国語言學家，精研北方話與吳語方言的音系。通曉8種語言和33種漢語方言，被稱為「漢語言學」之父，與「非漢語」语言学之父李方桂比肩，丁邦新評價「中國人在世界語言學界居於領導地位的有趙元任、李方桂兩先生」。
康奈爾大學數學本科、哈佛大學哲學博士，长期任教于加州大學伯克利分校。1954年起擁有美國國籍。

## 生平
1892年，生於直隸省天津，10歲前隨做官的祖父赵执治輾轉居於直隸省各地，4岁住磁州，5岁住祁州，6岁住保定，7岁住冀州，8岁回保定，9岁回冀州，10岁才回祖籍地江蘇常州。回常州后，学会了吳語（常熟话、常州话和苏州話等)。
1907年。入南京江南高等學堂預科，學習英語、德語、音樂，學會多種漢語方言。
1910年7月，考取清朝政府遊美學務處招考的庚款遊美官費生。8月入美國康乃爾大學，主修數學，選修物理、音樂。1914年畢業。 
1915年，參與發起中國科學社，同年考入哈佛大學讀研究生，修讀哲學，並選修音樂。1918年獲哲學博士學位，論文《連續性：方法論之研究》（Continuity: Study in Methodology）。後獲美國哈佛大學謝爾登博士後研究獎學金（Post-doctorate Sheldon Fellowship），到芝加哥大學、加州大學柏克萊分校遊學，以《科學的哲學》為題進行博士後研究。
1919年，回到康乃爾大學擔任物理系講師。
1920年8月，從美國返回中國，在清華大學任教。同年哲學家伯特兰·罗素來清華參觀講學，趙元任任翻譯，陪同羅素周遊全國各地，每到一個地方，就用當地方言翻譯。
1921年6月，與醫生楊步偉結婚。
1921年至1923年，應美國哈佛大學哲學系教授伍茲教授（James Haughton Woods）之邀回到美國，擔任哈佛大學哲學系、中文系講師，開設中國哲學、中國語言，是繼戈鯤化（Ge Kunhua）之後第二位於哈佛大學任教的華人。
1924年，升任哈佛大學中文系教授，同年推薦梅光迪到哈佛大學任教。其後，赴歐洲研究語言學，結識英國語言學家丹尼爾·瓊斯、法國語言學家安東尼·梅耶、歐洲漢學家高本漢、伯希和及昂利·馬伯樂等。
1925年—1929年，應聘清華大學清華國學研究院導師，為當時時稱的四大導師（王國維、梁啟超、陳寅恪、趙元任）中最年輕的一位。 
1932年2月—1933年10月，任清華留美學生監督處主任。
1939年起，歷任美國耶魯大學訪問教授（1939年—1941年）、美國哈佛燕京學社《漢英大辭典》編輯（1941年—1946年）、哈佛大學東亞語言及文化學系中國語言講師（1942年—1946年）、美國海外語言特訓班中文主任（1943年—1944年）。
1945年，當選為美國語言學會會長。
1946年—1947年，任密西根大學語言研究所教授。
1948年，當選為中央研究院第一屆院士。
1947年起，專任加州大學柏克萊分校教授，1965年退休。
1982年2月25日，病逝於麻省劍橋黃山醫院，享耆壽90歲。

## 語言天分
1904年12歲父母先後去世，被送到蘇州學會蘇州話。
1905年13歲回到常州由伯母照管，伯母在福州住過多年，跟她學了一點福州話。進私立溪山學校學英文。
1907年15歲南京江南高等學校預科讀書，跟美國人嘉化（David John Carver）學英文，選修拉丁文和德文，學會南京話。
在《早年自傳》（Life with Chaos）記錄當年為伯特蘭·羅素翻譯的故事：「我和羅素一行經杭州、南京、長沙，然後北上北京。我利用這種機會演習我的方言。在杭州我以杭州方言翻譯羅素的講詞。去湖南長沙途中，在江永輪上有湖南贊助人楊瑞六，我從他那裡學了一點湖南方言。10月26日晚，我翻譯了羅素的講演，講完後，一個學生走上前來問我：『你是哪縣人？』我學湖南話還不到一個星期，他以為我是湖南人，說不好官話，實際上我能說官話，而說不好湖南話。」
作家吳組缃1930年代時在清華大學中國文學系讀書，第一堂課趙元任點名，看到吳组缃的籍貫是安徽涇縣。上完課後，找吳組缃交談，並請他到家中作客。吳組缃以後每天下課到趙家吃飯，趙元任虚心求教安徽方言，没有老師架子。一星期後，趙元任就掌握了吳的家鄉方言。
趙元任一生會講33種漢語方言，會說英、法、德、日、西班牙語等多種外語。他自己說：“在應用文方面，英文、德文、法文没有問题。至於一般用法，則日本、古希臘、拉丁、俄羅斯等文字都不成問題。”具有“錄音機的耳朵”和學說語言的能力。

## 家族
六世祖趙翼是乾隆二十六年辛巳恩科進士。
赵元任育有四個女兒：

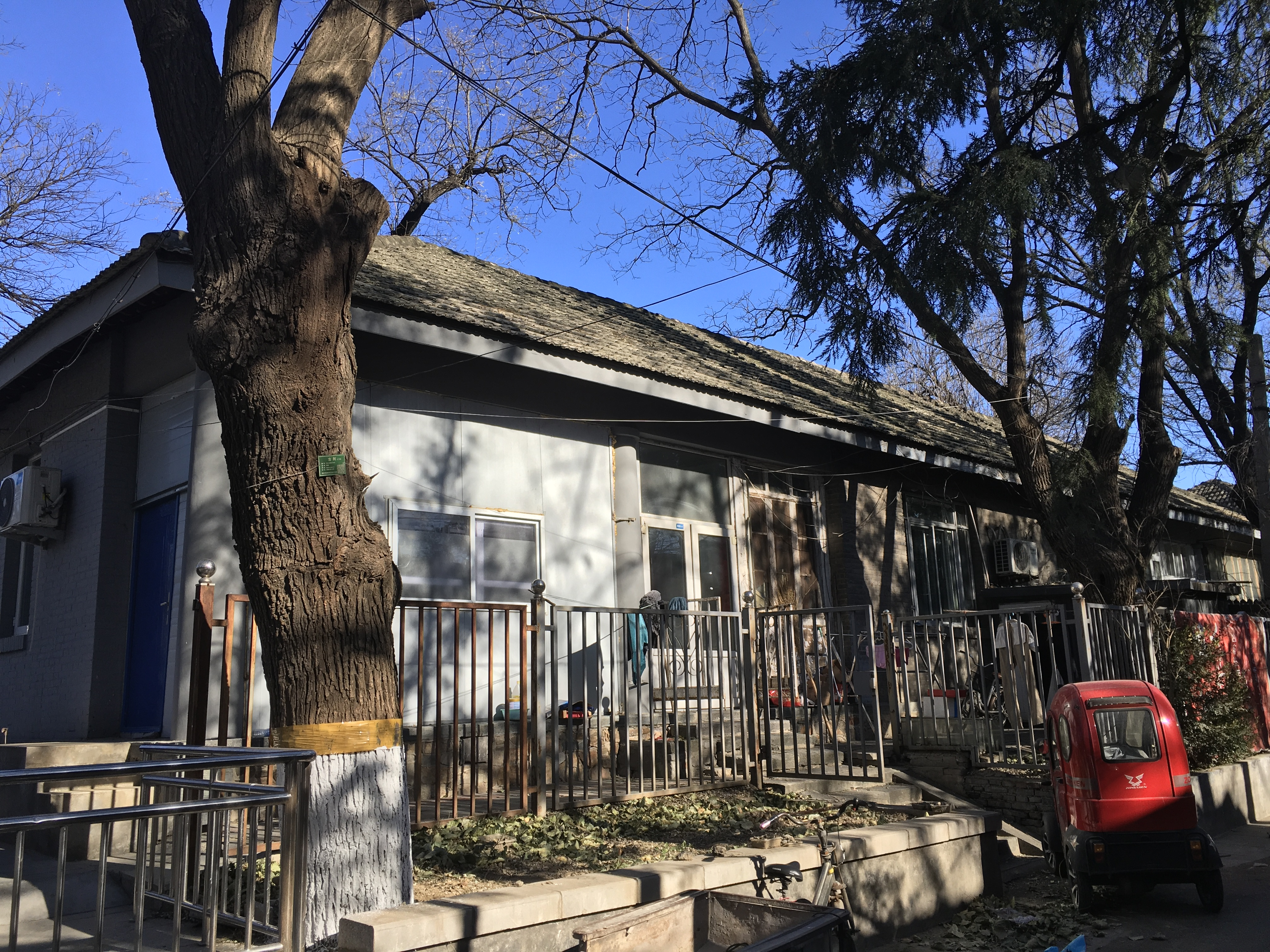
赵元任故居，清華照瀾院1號

- 長女趙如蘭，拉德克利夫学院中國音樂博士，哈佛大學教授，其夫婿卞學鐄同為中央研究院院士。
- 次女趙新那，哈佛大學化學系，長沙中南礦冶學院教授，其夫婿黃培雲為中國工程院院士。
- 三女趙來思，柏克萊加州大學數學研究所畢業，出版過23本書包括一些兒童讀物，其夫婿波岡維作（英语：Isaac Namioka）為華盛頓大學數學教授。
- 四女趙小中，學物理，毕业于康奈尔大学，任职于麻省理工学院，前夫為天文學家丘宏义。[16]

## 轶闻
趙元任懼內一事後來還傳到蔣介石的耳中。民國19、20年，改制為國立的清華大學學生代表先後驅逐了羅家倫、吳南軒兩位校長，國民政府決定「另選賢能」，當時便有人提議聘請趙元任，蔣介石本來要同意，沒想到吳稚暉先生一句「不如圈定楊步偉女士，反正之後終要歸她管」的戲言，導致蔣介石也知道他懼內，最後另擇梅貽琦擔任清華大學校長。

## 著述列表
1948年以後在美國任教期間，英文著作有《中國語字典》、《粵語入門》、《中國語語法之研究》、《湖北方言調查》等。
1950年代後期，曾在台北作“語言問題”的系統講演，並結集成書，由商務印書館出版。此外也錄製有關語言的唱片，單是中國華中、華南各省方言的錄音唱片，就有2000多張。並在胡適商請下，發明注音符號，協助國人學習國語， 
1965年退休後，出版《語言學跟符號系統》、《中國話的文法》、《白話讀物》等。此外尚有《綠信》（green letter）五冊，記述自己的思想、感情和生活。把《康熙字典》裡兩萬多字，“濃縮”為2000個常用字，取名為《通字方案》。五度標音法發明者。
- 著作

1. 《國語留聲片課本》上海商務印務館，初版，1922。 配有《國語留聲機片》，12面，趙元任發音，歌林唱片公司發行。
2. 《國際音標國語正音字典》趙元任正音，趙虎廷、孫珊馨，上海商務印書館，1926年，共372頁。
3. 《現代吳語的研究》清華學校研究院叢書第四種，清華學校研究院印行，1928，XV+地圖+138頁。 此書1956年由北京科學出版社再印，共255頁，附調查表格。 附錄：蘇州話“北風跟太陽的故事”。
4. 《廣西瑤歌記音》中央研究院歷史語言研究所單刊，甲種之1，1930，iv+189頁。 附錄；瑤歌樂調，瑤語字。
5. 《方言調查表格》中央研究院歷史語言研究所。 1930。
6. 《鍾祥方言記》中央研究院歷史語言研究所，單刊，甲種15，上海商務印書館，1939。 《鍾祥方言記》（縮本）曾於1937年載湖北《鍾祥縣志》第12，13章，1956年《鍾祥方言記》由北京科學出版社再印，個別地方有修改。
7. 《粵語入門》（英文：Cantonese Primer）美國哈佛大學出版社，1947，共242頁。
8. 《國語入門》（英文：Mandarin Primer）美國哈佛大學出版社，1948年，共336頁。
9. 《湖北方言調查報告》（與丁聲樹、楊時逢、吳宗濟、董同龢著）中央研究院歷史語言研究所專刊18，上海商務印書館，1948，共1574頁。  （页面存档备份，存于）
10. 《中山方言》載《歷史語言研究所集刊》20本（上），pp.49—73，1948。 此書1956年由北京科學出版社出鉛印本，一冊，有表，附註參考書目。
11. 《語言問題》台灣大學文學院印行。 無出版年月。 趙元任序文：1956年4月12日。 1972年《語言問題》再印，台灣商務印書館，共223頁。 1980年《語言問題》新版，北京商務印書館，作者為新片寫序，共232頁。
12. 《績溪嶺北方言》（與楊時逢合著），載（歷史語言研究所集刊）26本專刊《紀念董作賓、董同*兩先生論文集》1965，11—113頁。
13. 《汉语口语语法》（A Grammar of Spoken Chinese），美國加州大學出版社，1968，32開共847頁。[18]
14. 《語言與符號系統》（Language and Symbolic System），麻省劍橋，劍橋大學出版社，1968。
15. 《上古音討論集》趙元任、高本漢等著，台北學藝出版社1970，共184頁。
16. 《湖南方言調查報告》中央研究院歷史語言研究所專刊66。 此書由趙元任、楊時逢與葛毅卿等參加方言調查；趙元任、楊時逢、丁聲樹、吳宗濟、董同龢 記音；楊時逢整理出版。
17. 《早年自傳— Life with Chaos》第二卷：《趙元任自傳：前30年》（Yuen Ren Chao’s Autobiography: first 30 years），紐約，Ithaca出版社，1975年，共113頁。
18. 《中國社會語言學的若干方面》（Aspects of Chinese Sociolinguistics, edited by Anwar S. Dil），美國斯坦福大學出版社，1976。 此書收了趙元任有關中國語言學研究的重要論文若干篇。
19. 《新詩歌集》上海商務印書館，初版，1928年，共66頁。 本書編入趙元任先生所譜名曲《教我如何不想他》（劉半農作詞）等14首。 1960年台灣商務印書館出《新詩歌集》增訂版，共66頁。
20. 《趙元任歌曲選集》北京，人民音樂出版社，1981年，共49頁。 此集1983年再印。 選編了趙先生已發表過的11首歌曲。

- 譯著

1. 《阿麗思漫遊奇境記》（Alice’s Adventure in Wonderland，Lewis Carroll著）上海商務印書館，初版，1922。1988年此書由北京商務印書館再版（漢英對照），內附《阿麗思漫遊鏡中世界》。
2. 《中國音韻學研究》（Etudes sur la Phonolongie Chinoise，Bermhard Karlgren著，1926, 法譯中）與羅常培、李方桂合譯，上海商務印書館，1940年第一版。 1948年再印。
3. 《一個女人的自傳》（Autobiography of a Chinese Woman，楊步偉著，由趙元任譯為英文本），紐約John Day出版公司，1947，共327頁。
4. 《走到镜子里》（Through the Looking-Glass，Lewis Carroll著），亚洲语言出版社，1968年。

- 論文

1. 《官話字母譯音法》載《科學》6卷1期，1921，pp.120－134。
2. 《國語羅馬字的研究》載《國語月刊》，漢字改革專刊1卷7期，1922，87—117頁。
3. 《中國言語字調底實驗研究法》載《科學》7卷9期。 1922，871—882頁。
4. 《“那”底分化底我見》載《國語月刊》2卷2期，1924，1—5頁。
5. 《北京、蘇州、常州語助詞的研究》載《清華學報》3卷2期，1926年，865—918頁。
6. 《國語羅馬字拼音法式》（與錢玄同、黎錦熙等合作），作為國音字母第二代，1928年9月26日中華民國大學院公佈。
7. 《南京音系》載《科學》13卷9期，1929，1005—1036頁。
8. 《用b、ꟈ、g當不送氣音清破裂音》（On Using b, ꟈ, g for Unaspirated Voiceless Plosives），載《歷史語言研究所集刊》2本3分，1931，355—367頁。 （页面存档备份，存于）
9. 《英語語調（附美國變體）和漢語語調初探》（A Preliminary Study of English Intonation and its Chinese Equivalents），載《歷史語言研究所集刊》，（外編）《慶祝蔡元培先生論文集》，1932，105—156頁。
10. 《漢語的字調跟語調》（Tone and Intonation in Chinese），載《歷史語言研究所集刊》4本2分，1933，121—134頁。
11. 《音位標音法的多能性》（The Non-uniqueness of Phonemic Solutions of Phonetic Systems, 附中文摘要），載《歷史語言研究所集刊》4本4分，1934，363—390頁。
12. 《高本漢對中國音韻學研究譯本序》載天津益世報《讀書周刊》第67期，1936。
13. 《北京音系的性質》載《國語周刊》第289期，1937。
14. 《漢語語詞的邏輯結構》（The Logical Structure of Chinese Words），載美《語言》（Language）雜誌第22卷1期，4—13頁。
15. 《幼兒中國話分析》（The Cantian Idiolect, an Analysis of the Chinese Spoken by a 28-month-old Child）載美國加州大學出版的《閃語及東方語言研究》（Semitic and Oriental Studies），1951，24—44頁。
16. 《漢語》（The Chinese Language）載《美國百科全書》（Encyclopedia Americanna），1951。
17. 《漢語表示稱呼的詞語》（Chinese Terms of Address）載美國《語言》（Language）雜誌32卷1期，1956，217—241頁。
18. 《漢語邏輯功能》（How Chinese Logic Operates）載美《人類語言學》（Anthropological Linguistics）1卷1期。 1959，1—8頁。
19. 《漢語的岐義現象》（Ambiguity in Chinese）載Studia Serica Bernhard Karlgren Dedicata (Soren Egerod等編），1959，1—3頁。
20. 《語言的描寫和規範問題》載台灣《中國語文》5卷2期，1959，4—8頁。
21. 《國語的語法和詞彙問題》載台灣《中國語文》5卷3期，1959，4—11頁。
22. 《說清濁》載《歷史語言研究所集刊》，三十週年紀念專號，30本，1960，493—497頁。
23. 《什麼是正確的漢語？ 》（主席演講稿）（What is Correct Chinese? ）載《美國東方學會會刊》（Journal of the American Oriental Society）81卷3期，1961，171—177頁。
24. 《常州吟詩的樂調17例》有英文摘要，載《歷史語言研究所集刊》，外編，第四種，《慶祝董作賓先生65歲論文集》，1961，467—471頁。
25. 《語言成分意義有無的程度問題》有英文摘要，載《清華學報》新2卷第2期，1961，1—17頁。
26. 《績溪嶺北音系》載《歷史語言研究所集刊》34本1分專刊《故院長胡適先生紀念論文集》，1962，27—30頁。
27. 《語言學模型跟一般模型，邏輯，方法論和科學哲學》（Models in Linguistics and Models in General, Logic, Methodology and Philosophy of Science）載Proceedings of the 1960 International Congress（E. Nogel等編），美國斯坦福大學出版社，1962。
28. 《漢字通字方案的初計劃》（Preliminary Design for a System of General Chinese）載《美國哲學協會年鑑》（Year Book of the American Philosophy Society），1967，478—482頁。
29. 《吳語對比的若干方面》（Contrastive Aspects of the Wu Dialects）載美《語言》（Language）雜誌43卷1期，1967，92—101頁。
30. 《中文裡音節跟體載的關係》載《歷史語言研究所集刊》40本，1968，519—528頁。
31. 《常州方言》（The Changchow Dialect）載《美國東方學會會刊》90卷1期《Mary Haas慶祝論文集》（Journal of the American Oriental Society），1970，45—56頁。
32. 《理論和方法之關係的某些方面》（Some Aspects of the Relation Between Theory and Methods），載Paul Garvin編的《語言學方法和理論》（Method and Theory in Linguistics），海牙Mouton出版社，1970，15—26頁。
33. 《我的語言自傳》載《歷史語言研究所集刊》43本3分。 1971，303—317頁。
34. 《回想我在語言上犯過的錯誤》（Where Chao Went Wrong in Matters of Language）載《加拿大語言學學刊》（Canadian Journal of Linguistics）17卷2期，1972年，105—110頁。
35. 《談談漢語這個符號系統》（Chinese as a Symbolic System）載美國《CIC遠東語言研究所文集》（Papers of the CIC Far Eastern Language Institute）第四卷，Richard B. Marher 編，1973，1—9頁。
36. 《中國通字草案》載《歷史語言研究所集刊》50本3分，1979，425—429頁。

## 參閲
- 施氏食獅史
- 熙戲犀
- 介音和諧說
- 罗常培
- 李方桂
- 周辨明

## 外部連結
- （页面存档备份，存于） Rosemary Levenson訪談
- Biography （页面存档备份，存于） at Cornell's site
- Chinese linguist, phonologist, composer and author, Yuen Ren Chao, interview conducted by Rosemany Levenson, Bancroft Library
- 陳嘉映：〈語言學大師趙元任〉 （页面存档备份，存于）（2009）
- （中文） Biography 国学網
- Yuen Ren Society for Chinese dialectology
- （页面存档备份，存于）

| 中國科學社创办人（1915年）                                                         |
| ---------------------------------------------------------------------------------- |
| 任鸿隽 \| 秉志 \| 周仁 \| 胡明复 \| 赵元任 \| 杨杏佛 \| 过探先 \| 章元善 \| 金邦正 |